# Agostino Gaetano Riboldi
Agostino Gaetano Riboldi, italijanski rimskokatoliški duhovnik, škof in kardinal, * 18. februar 1839, Paderno, † 25. april 1902, Ravenna.

## Življenjepis
11. avgusta 1861 je prejel duhovniško posvečenje.
12. marca 1877 je bil imenovan za škofa Pavie; 22. aprila istega leta je prejel škofovsko posvečenje.
15. aprila je bil imenovan za nadškofa Ravenne, povzdignjen v kardinala in imenovan za kardinal-duhovnika Ss. Nereo ed Achilleo.